# Bourbeuse
Die Bourbeuse ist ein Fluss im Osten Frankreichs. Zusammen mit dem Ruisseau de Saint-Nicolas bildet die Bourbeuse einen ca. 40 km langen Zufluss der Allaine im Einzugsgebiet der Rhône. Hydrologisch und hydrografisch bilden beide zusammen einen Flusslauf. Sie durchströmt das französische Département Territoire de Belfort in der Region Bourgogne-Franche-Comté. Als „Bourbeuse“ wird allgemein nur ein knapp 10 Kilometer langer Abschnitt des Gewässers bezeichnet.

## Geographie
Die Bourbeuse entsteht auf einer Höhe von 340 Metern im Flachland der Burgundischen Pforte, im Gemeindegebiet von Autrechêne, aus dem Zusammenfluss der beiden Quellbäche Saint-Nicolas und Madeleine. Mit verschiedenen Mäandern schlängelt sich der Fluss durch eine rund 1,5 Kilometer breite Talebene nach Südwesten. Die Talaue mit fruchtbaren Alluvialböden wird hauptsächlich landwirtschaftlich genutzt, doch gibt es auch einige ökologisch wertvolle Sumpfareale als Brutplätze für zahlreiche Vogelarten und Amphibien. Als niedrigste Verbindung zwischen dem Doubs und dem Oberrhein zwischen den Vogesen im Norden und dem Jura im Süden wird die Talebene auch vom Rhein-Rhône-Kanal genutzt. 
Auf ihrem kurzen Lauf nimmt die Bourbeuse mehrere Bäche auf, welche die umliegenden Plateaus entwässern, darunter den Ruisseau de l'Écrevisse (von Süden) sowie die Prelle und den Ruisseau de l'Étang (von Norden). Nachdem sie die Ortschaft Bourogne durchquert hat, vereinigt sich die Bourbeuse mit der Allaine, die unterhalb dieses Zusammenflusses den Namen Allan trägt.

## Hydrologie
Die Bourbeuse besitzt ein pluviales Abflussregime mit stark schwankendem Wasserstand. Hochwasser können in den Wintermonaten und im Frühling während der Schneeschmelze in den Vogesen sowie im weiteren Verlauf des Jahres bei starken Gewittern oder langanhaltenden Niederschlägen auftreten.